# Smilginie (sielsowiet Dociszki)
Smilginie (biał. Смільгіні; ros. Смильгини) – wieś na Białorusi, w obwodzie grodzieńskim, w rejonie werenowskim, w sielsowiecie Dociszki, przy granicy z Republiką Litewską, która przebiega ok. 50 m od zabudowań wsi.
Dawniej okolica szlachecka. W dwudziestoleciu międzywojennym leżały w Polsce, w województwie nowogródzkim, w powiecie lidzkim (od 1 lipca 1926 do 19 maja 1930 w województwie wileńskim, w powiecie wileńsko-trockim), do 19 maja 1930 w gminie Koniawa, następnie w gminie Ejszyszki.